# Verschrottungsprämie
Eine Verschrottungsprämie ist eine staatliche finanzielle Entschädigung für das Verschrotten eines Kraftfahrzeugs. Sie wird in verschiedenen Staaten zu unterschiedlichen Bedingungen gewährt oder ist in der Einführungsphase. Zu den Bedingungen gehören in der Regel der Kauf eines Neuwagens und eine bestimmte Dauer des Eigentums am Altfahrzeug.

## Grundlagen
Verschrottungsprämien (auch „Abwrackprämie“ genannt) wurden schon in den 1990er Jahren angedacht, um ältere Fahrzeuge ohne Katalysator und/oder mit hohem CO2-Ausstoß durch kraftstoffsparende, neuen Abgasnormen entsprechende zu ersetzen und so den Kyoto-Zielen näherzukommen.
Ausgelöst durch die Wirtschaftskrise 2008/2009, unter der auch die Autoindustrie schwer litt, beschloss die schwarz-rote Bundesregierung im Januar 2009 eine Umweltprämie von 2.500 Euro für bestimmte Fahrzeuge (Wagen mindestens 9 Jahre alt; der Wagen musste mindestens 1 Jahr auf dem aktuellen Halter zugelassen sein). Damit bezweckt war eine Konjunkturbelebung. Sogenannte Vorzieheffekte und Mitnahmeeffekte (sowie einen zu erwartenden Absatzrückgang nach dem Ende der Prämie) nahm die Regierung in Kauf. Eine CO2-Reduktion war nicht das primäre Ziel.
Zunächst bewilligte die Regierung dafür 1,5 Milliarden Euro Fördermittel. Nach 600.000 Förderanträgen war dieser Prämientopf aufgeschöpft. Nachdem dies schnell eingetreten war, bewilligte die Regierung weitere 3,5 Milliarden Euro.
Zum 4. Dezember 2008 führte die französische Regierung eine Verschrottungsprämie ein (1.000 Euro für die Verschrottung eines mindestens zehn Jahre alten Autos und Kauf eines Neuwagens, der maximal 160 Gramm CO2 pro Kilometer ausstößt).
Im Zuge der Krise bei Volkswagen 2024 schlug die SPD-Bundestagsfraktion eine „Neuauflage der Abwrackprämie“ in Form eines Zuschusses beim Wechsel vom Verbrenner- auf ein Elektrofahrzeug vor.

## Staatliche Modelle zu Verschrottungsprämien
Es gab in mehreren Staaten (z. T. zeitlich begrenzte) Verschrottungsprämien:
| Staat / Name                                                             | Einführung                                                         | Betrag in €                                                  | Bedingung |
| ------------------------------------------------------------------------ | ------------------------------------------------------------------ | ------------------------------------------------------------ | --- |
| Deutschland: Umweltprämie                                                | 14. Jan. 2009, 2. September 2009 ausgelaufen (Mittel aufgebraucht) | 2500                                                         | Altauto 9 Jahre oder älter, mind. 1 Jahr auf Halter angemeldet, Kauf eines Jahres- oder Neuwagens mit mindestens Euro 4 |
| Frankreich: „Superbonus, Superprime, Prime à la casse“                   | 19. Jan. 2009                                                      | 1000 2000                                                    | Altauto mindestens 10 Jahre alt → Neuwagen CO2-Ausstoß < 160 g/km → Neuwagen mit noch geringerem CO2-Ausstoß |
| Italien: Incentivi alla rottamazione / Verschrottungsprämie              | 1. Jan. 2007 – 31. Dezember 2008 2009 neu in Gespräch              | 0700 1500–5000                                               | + Kfz-Steuerbefreiung für drei Jahre (auch für Zweiräder) → Altauto mehr als 10 Jahre und Euro 0–2, Kauf eines Autos mit geringem CO2-Ausstoß (< 140 g/km Benzin, 130 g/km Diesel), weitere Prämien für Gas-, Elektro- oder Wasserstoffantrieb                                       |
| Luxemburg: PRIM-e CAR-e plus („Verschrottungsprämie / Prime à la casse“) | Jan. 2009                                                          | 1500 2500                                                    | Altauto älter als 10 Jahre → CO2-Ausstoß neuerworbenes Auto < 150 g/km → CO2-Ausstoß neuerworbenes Auto < 120 g/km |
| Spanien                                                                  | Aug. 2008                                                          | 2000                                                         | + zinsengestützter Kredit von 10.000 € Altauto älter als 10 Jahre oder >250.000 km, Kauf eines Autos mit CO2-Ausstoß < 140 g/km |
| Portugal                                                                 |                                                                    | 1000 1250                                                    | → Altauto älter als 10 Jahre → Altauto älter als 15 Jahre jew. Kauf eines Autos mit CO2-Ausstoß < 140 g/km |
| Österreich: Ökoprämie                                                    | 1. Apr. 2009, Juni 2009 ausgelaufen (Budget ausgeschöpft)          | 1500                                                         | Altauto älter als 13 Jahre (Erstzulassung vor dem 1. Januar 1996), Kauf Neuwagen oder Vorführwagen/Tageswagen mind. Euro 4, max. 30.000 Fz. bis 31. Dezember 2009, Abwicklung ausschließlich über einen inländischen Autohändler                                                     |
| Rumänien                                                                 | Jan. 2009                                                          | 0790                                                         | Altauto älter als 12 Jahre, für Neukauf keine Beschränkung |
| Niederlande                                                              |                                                                    | 1000                                                         | Autos vor 1991, nur Den Haag |
| Slowakei                                                                 | März 2009                                                          | 2000                                                         | Altauto älter als 10 Jahre, Neukauf Preis unter 25.000 Euro |
| Russland                                                                 | 8. März 2010                                                       | ca. 1200                                                     | Altauto mindestens 10 Jahre alt, Neukauf muss ein in Russland hergestelltes Auto sein |
| Japan                                                                    | 19. Juni 2009                                                      | PKW: bis 1800 (bis zu 250.000 ¥) LKW: bis 13474 Kei-Car: 935 | Altfahrzeug mind. 13 Jahre alt, LKW unter 12 t, Abgaswerte von 2010 bei Neufahrzeug. Bei LKW ist Prämie vom Gewicht abhängig: < 3,5 t – 2.994 EUR; < 8t – 5.988 EUR; < 12 t – 13.474 EUR. Gibt auch Prämien bei Neukauf ohne Verschrottung des Altfahrzeugs, allerdings nur ca. 40 % |
| Ägypten                                                                  | 2009                                                               | 0650 zzgl. zinsgünstigen Kredit                              | nur Taxen mind. 20 Jahre alt, für den Neukauf Wahl unter fünf Taximodellen |
| USA: Car Allowance Rebate System                                         | 1. Juli 2009 bis 1. November 2009                                  | 2500–3250 (3500–4500 $)                                      | Mindestverbrauch Altfahrzeug 13,1 l/100 km (18 mpg), Höchstverbrauch Neufahrzeug 10,7 l/100 km (22 mpg). Höhere Prämie bei Verbrauchsverbesserung von mindestens 10 mpg. Bei Sport Utility Vehicles genügt eine Verbesserung um 2 mpg bzw. 5 mpg.                                    |

Quelle: SN/APA/BPD/u. a.